# Sainte-Agnès (Isère)
Sainte-Agnès település Franciaországban, Isère megyében. Lakosainak száma 565 fő (2022. január 1.). Sainte-Agnès Saint-Mury-Monteymond, Villard-Bonnot, Allemond, La Combe-de-Lancey és Laval-en-Belledonne községekkel határos.

## Népesség
A település népessége az elmúlt években az alábbi módon változott:
| Lakosok száma | 241  | 308  | 406  | 516  | 553  | 567  | 563  | 554  | 557  | 565  |
|               | 1968 | 1982 | 1990 | 2006 | 2013 | 2015 | 2017 | 2019 | 2020 | 2022 |